# Mawwal
Na música árabe, o Mawwāl (árabe: موال; plural: mawāwīl, مواويـل) é um gênero musical popular e tradicional entre as culturas árabes. É um estilo vocal com andamento ritmíco muito lento e temática sentimental, e é caracterizado por sílabas vocálicas prolongadas, vocais emocionais e geralmente é apresentado antes do início da música propriamente dita.  O cantor que executa um mawwal geralmente lamenta e anseia por algo, como um(a) ex amante, um membro da família que partiu ou um lugar, de forma lamentosa.

## Etimologia
Mawwal é uma palavra árabe que significa "afiliado a", "associado a" ou "conectado a". O verbo é waala ( وَالَى</link> ). É o, compasso 3 da raiz do verbo "Walia" ( وَلِيَ</link> ), que significa seguir, ser afiliado, apoiar ou patrocinar . Originalmente, o substantivo verbal tem um Yaa na forma definida, mas aquele se perde quando a palavra é indefinida.

## História
Existem muitas hipóteses quanto à origem do mawwal, uma famosa  é aquela em que al-Suyuti  atribui no livro Sharh al-Muwashah à era de Harun al-Rashid . Quando al-Rashid insistiu para que suas concubinas elogiassem seu ministro, Jaafar al-Barmaki, após sua brutalidade contra ele. Então uma concubina chamada al-Mawlia, da qual deriva "mawwal", foi a pessoa que o elogiou.
Outra hipótese, oriunda de Safi al-Din al-Hilli em seu livro al-Mawwal al-Baghdadi, no qual ele atribui a origem do nome ao povo de Wasit no Iraque. Safi al-Din al-Hilli afirma que o termo mawal vem simplesmente do som do mar que. E que assim, o mawal teria continuado até o século VIII D.C. quando o mawwal apareceu usando o dialeto iraquiano do vernáculo e a subsequente ramificação do mawal no século XI em três outros tipos, nomeadamente A quadra e O coxo e Numani.

## Egito
No Egito, que é considerado um dos países que detém mais espaços Mawwawel ("plural de Mawwal") os músicos de Mawawil tocam o rabab (um violino de corda dupla feito de metade de uma casca de côco coberta com pele de peixe e um arco amarrado com crina de cavalo), o kawala (uma flauta oblíqua e soprada com seis furos) e o arghoul (um antigo clarinete duplo caracterizado por dois tubos de comprimento desigual. O segundo tubo serve como um guia e pode ser alongado adicionando peças. O jogador, usa a técnica de respiração circular para produzir um som ininterrupto). O arghoul remonta aos tempos faraônicos, pois é exatamente representado nas pinturas murais dos templos da Terceira Dinastia. Amin Shahin é um dos poucos jogadores arghoul restantes no Egito, desde a morte do mestre Arghoul, Moustafa Abd al Aziz em 2001.

## Iraque

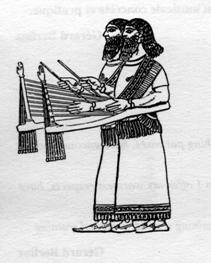
Santur (gravura da antiga Babilônia)

Os músicos mawwal no Iraque usam, principalmente o santur, que é um dulcimer que tem suas origens na antiga Mesopotâmia. O Santur tem caixa trapezoidal com corpo de nogueira e 92 cordas de aço ou bronze.
 
Na mesma frequência, o tom, em grupos de quatro, são golpeados com duas marretas de madeira, denominadas "midhrab"), joza e oud. A tradição iraquiana de tocar oud tornou-o numa escola própria e uma referência. É ilustrado especialmente pela figura do aclamado Munir Bashir .
É muito comum na cultura árabe, mesmo nas cidades modernas, a implementação do canto Mawwal no trabalho dos músicos. Albert Rowel Tamras e Adwar Mousa, que são do Iraque e da Síria, respectivamente, são exemplos que utilizam esta forma de arte em suas músicas. Em muitas formas de música assíria, Mawwal é executado como introdução para uma música de andamento mais rápido, como aquelas nos ritmos de bagiyeh  peda .

## Líbano
Mawwal é cantado por cantores de vozes imponentes. Capazes de demonstrar fortes capacidades vocais. Os cantores mais famosos historicamente têm vindo do Líbano, em específico, Sabah, Wadih El Safi e Fairouz . Hoje em dia, alguns dos cantores mais famosos e mais fortes que conseguem cantar mawaweels são Najwa Karam e Wael Kfoury .